# بيل كين (لاعب كرة قاعدة)
بيل كين (بالإنجليزية: Bill Keen)‏ هو لاعب كرة قاعدة أمريكي، ولد في 16 أغسطس 1892 في أوغليثورب في الولايات المتحدة، وتوفي في 16 يوليو 1947 في ساوت بوينت في الولايات المتحدة.

## وصلات خارجية
- بيل كين على موقعبيزبول رفرنس.كوم (الدوري الرئيسي) (الإنجليزية)
- بيل كين على موقعبيزبول رفرنس.كوم (الدوري الثانوي) (الإنجليزية)